# منظمة الرياضة في أستراليا
فإن منظمة الرياضة في أستراليا تم تحديدها إلى حد كبير بواسطة النظام الاتحادي من الحكومة – الحكومة الأسترالية وست دول الإقليمين الحكومات والحكومات المحلية. جميع المستويات الثلاثة تلعب دورا هاما في مجال التمويل والسياسات المرافق. كل الرياضات الرئيسية تدار من قبل مؤسسة رياضية مع الدولة التي بدورها تدير المجتمع والنوادي الرياضية. المنظمة تعمل كمظلة  تمثل مصالح المنظمات الرياضية المندرجة تحتها أو أي قضايا متعلقة بالرياضة. قطاع التعليم يلعب دور صغير من خلال الجامعات والمدارس. مشاركة القطاع الخاص  تعتبر واسعة في الرياضة المهنية من خلال ملكية مرافق الاندية وكذلك التمويل والرعاية.

## الحكومة
تدخل الحكومة في الرياضة حتى 1970s كان محدود إلى حد ما مع الحكومات المحلية ولكنه لعب دورا رئيسيا من خلال توفير المرافق الرياضية. إلا أن هذا الأمر تغير خلال العقدين المقبلين مع مسح مكتب الإحصاءات الأسترالي في الفترة 2001-2002 حيث وجد  المسح أن حوالي ملياري دولار كانت تنفق على الرياضة من خلال ثلاثة مستويات من الحكومة أي ما يعادل – 10 في المائة من الحكومة الأسترالية، 40 في المائة من حكومات الولايات والأقاليم، 50 في المائة المتبقية من الحكومة المحلية. دعم الدولة أو إقليم الحكومة المحلية في الغالب كان موجه إلى المرافق والصيانة. هذا المبلغ على الأرجح قد ازداد منذ ذلك المسح.
النهج الوطني
في عام 1973، تم ايجاد منصب وزير الترفيه ومهمة هذا الوزير ان يكون مسؤول عن الرياضة والترفيه والمسائل المتعلقة بها. . في الآونة الأخيرة يشار إلى الاجتماعات المتعلقة بهذه الوزارة باجتماعات  الرياضة والترفيه كانت تسمى سابقا اللجنة الدائمة في الرياضة والترفيه (SCORS). الاجتماع يعمل بشكل تعاوني على قضايا مثل التلاعب في نتائج المباريات الرياضية وسلامة المياه في الاعاب المائية. في عام 2011، وقع وزير الرياضة الوطنية على إطارات السياسة العامة. في هذا الإطار تم تحديد «آلية تحقيق الأهداف الوطنية للرياضة، وكذلك تحديد أدوار ومسؤوليات الحكومات وتوقعاتهم من الرياضة»
في عام 1993, أنشئ مجلس النخبة الوطنية الرياضية لتوفير منتدى للتواصل في قضايا إدارة البرنامج الوطني التنسيق بين الأداء العالي في أستراليا. وهي تشمل ممثلين من AIS ، معهد الدولة /الأكاديميات الأسترالية اللجنة الأولمبية، الأسترالية اللجنة البارالمبية، الأسترالية ألعاب الكومنولث جمعية.
في عام 2011، اتفق المعهد الوطني على نظام حكومي دولي ينص على «توجيهات بشأن كيفية  التركيز على تقديم الأداء العالي للخطط الوطنية والمنظمات الرياضية.»

### الحكومة الأسترالية
الحكومة الأسترالية توفير كميات صغيرة من التمويل في 1950s و 1960s من خلال دعم المجلس الوطني للياقة البدنية ولفرق مثل المنتخب الاولمبي الأسترالي. أيضا تم إنشاء المعهد الأسترالي للرياضة (AIS) في عام 1981. AIS أنشئت لتحسين العروض في الرياضة الدولية التي كانت قد بدأت في الانخفاض في 1960s و 1970s. في عام 1985، أنشئت (ASC) لتحسين إدارة الرياضة في الحكومة الأسترالية'. في عام 1989 تم إنشاء وكالة الرياضة الأسترالية المخدرات (التي تسمى الآن الوكالة الرياضة الأسترالية لمكافحة المنشطات (آسادا))  للتحقيق في العقاقير في الرياضة. 

### حكومات الولايات
حكومات الولايات والأقاليم المسؤولة عن الرياضة والترفيه. هذه الإدارات تقدم المساعدة إلى المنظمات الرياضية وتطوير وإدارة المرافق الرياضية، وتوفير المساعدة المالية للأحداث الرياضية الكبرى وتطوير السياسات لمساعدة الرياضية عبر الدولة أو الإقليم. كل الأقاليم الأسترالية أنشأت معهد/أكاديمية الرياضة – قانون أكاديمية الرياضة (تأسست عام 1989), نيو ساوث ويلز معهد الرياضة (1996)، الإقليم الشمالي معهد الرياضة (1996)، كوينزلاند أكاديمية الرياضة (1991), جنوب أستراليا الرياضية معهد (1982)، تسمانيا معهد الرياضة (1985)، فيكتوريا معهد الرياضة (1990) والغربية المعهد الأسترالي للرياضة (1984). هذه المعاهد/الكليات AIS العمل معا من خلال المعاهد الوطنية شبكة النخبة الوطنية الرياضية. فيكتوريا ونيو ساوث ويلز وقد أنشأت الأكاديميات الجهوية.

### الحكومات المحلية
هناك 560 مجالس محلية في جميع أنحاء أستراليا. الحكومات المحلية تركز عموما على توفير المرافق مثل حمامات السباحة الرياضية حقول الملاعب وملاعب تنس. الاستثمار في برامج التنمية الرياضية على الأندية المحلية عموما محدودة.

## المنظمات الرياضية

### المنظمات الرياضية الوطنية
في عام 2012 كان هناك 102 منظمة رياضية الوطنية (NSO) في أستراليا معترف بها من قبل اللجنة الرياضية الأسترالية. 
العديد من المنظمات الرياضية الوطنية تشغيل المسابقات الرياضية/الدوري:
- الكريكيت أستراليا – شيفيلد الدرع
- دوري كرة القدم الأسترالية – AFL الدوري
- الأسترالي دوري الرجبي اللجنة – الوطنية دوري الرجبي
- الأسترالي للرجبي الاتحاد – سوبر الركبي
- الاتحاد الأسترالي لكرة القدم – الدوري و W-الدوري
- كرة السلة – الدوري الوطني لكرة السلة والوطنية للمرأة دوري كرة السلة
- كرة الشبكة أستراليا – ANZ البطولة
- البيسبول أستراليا – الأسترالي دوري البيسبول

وهناك غيرها من البطولات حيث الرياضيين يتلقون القليل من الأجر. وتشمل هذه:
- أوعية أستراليا
- الرياضية الرماة رابطة أستراليا
- الكريكيت أستراليا – الوطنية للمرأة دوري الكريكيت
- الهوكي أستراليا – الأسترالي دوري الهوكي (للرجال والنساء)
- الأسترالي كرة الماء – الوطنية الأسترالية دوري كرة الماء (رجال ونساء)
- الأسترالي مظلة الاتحاد – الوطني الأسترالي القفز بالمظلات الدوري

### الدولة المنظمات الرياضية
منظمة ا لرياضية الوطنية لديها 8 منظمات رياضية تدير أنشطة الأندية في الدولة.  وتشمل هذه Vicsport, NSW الاتحاد الرياضي، ACTSPORT, تسمانيا الاتحاد الرياضي، أستراليا الغربية الاتحاد الرياضي، رياضة SA والاتحاد الرياضي من ولاية كوينزلاند.

### الأندية
النوادي الرياضية تعتبر شريان الحياة في الرياضة الأسترالية. في عام 2010, مكتب الإحصاءات الأسترالي وجدت أن 2.3 مليون دولار أو 14% من السكان البالغين تعهد بالعمل التطوعي في مجال الرياضة والترفيه. المتطوعين يكونون كمدربين ومسؤولين  أو اداريين. 

## المربي القطاع

### الجامعات
الرياضة في جامعات أستراليا تقوم أساسا حول توفير النوادي الرياضية والمرافق. فقط عدد قليل من الجامعات الرياضية الفردية تعطي منح الدراسية. هذا مختلف جدا عن نظام الولايات المتحدة. هناك اتجاها حديثا من الجامعات للمشاركة مع الفرق الرياضية المهنية. جامعة كانبيرا رئيسيا في تقديم قانون Brumbies وجامعة فيكتوريا وقد وضعت شراكة قوية مع الغربية بلدغ.

### الرياضة في المدارس
معظم إدارات التربية والتعليم أنشأت الرياضية الخاصة في المدارس الثانوية. هذه المدارس تقدم فرص المواهب الرياضية للطلاب لتطوير المهارات الرياضية في بيئة جيدة..

## ذروة المنظمات
هناك مجموعة من الذروة أو المنظمات التي تمثل مصالح محددة وتقديم المشورة إلى الحكومات، المنظمات الرياضية والمجتمع.
- الأسترالي اللجنة الأولمبية (AOC) – يدير مشاركة أستراليا في دورة الألعاب الاولمبية الصيفية، دورة الألعاب الاولمبية الشتوية والألعاب الأولمبية للشباب.
- الأسترالي اللجنة البارالمبية (APC) – يدير مشاركة أستراليا في البارالمبية الصيفية والشتوية وأولمبياد المعاقين.
- الأسترالي ألعاب الكومنولث جمعية (ACGA) – يدير مشاركة أستراليا في دورة ألعاب الكومنولث ورابطة ألعاب الشباب.
- الجامعات الأسترالية الرياضة (أستراليا) – يدير جامعة الرياضة بما في ذلك الجامعات الأسترالية الألعاب ومشاركة أستراليا في الصيف الجامعات والشتاء الجامعات.
- اتحاد الرياضة الأسترالية (CAS)-
- ائتلاف المهنية الرئيسية والمشاركة الرياضية (COMPPS) – يوفر استجابة جماعية من سبعة الرياضية الكبرى
- الطب الرياضي أستراليا (SMA) – الوطنية مظلة هيئة الطب الرياضي وعلوم الرياضة.
- رياضة تخسيس أستراليا (SDA) – المهنية المنظمة من خبراء التغذية المتخصصة في التغذية الرياضية.
- الأسترالي مجلس للصحة والتربية البدنية والترويح (ACHPER) – يمثل مصالح المهنيين العاملين في مجالات الصحة والتربية البدنية الرياضة والحركة العلوم والرقص المجتمع اللياقة البدنية.
- المجتمع الأسترالي للرياضة التاريخ (ASSH) – بحوث الترقية من تاريخ الرياضة في أستراليا.
- أستراليا ونيوزيلندا قانون الرياضة جمعية (ANZSLA) – التعليم والدعوة بشأن المسائل القانونية في أستراليا ونيوزيلندا الرياضة.
- الكلية الأسترالية الرياضية الأطباء (ACSP) – يمثل أستراليا ونيوزيلندا الرياضية الأطباء.
- وممارسة الرياضة علوم أستراليا (عيسى) – يمثل ممارسة الرياضة العلوم المهنيين.
- الرياضيين الأستراليين التحالف (AAA) – دعاة نيابة عن الرياضيين الأستراليين في الدولة والوطني
- إدارة الرياضة رابطة أستراليا ونيوزيلندا – البحوث وتعزيز إدارة الرياضة في أستراليا ونيوزيلندا.
- الرياضة أستراليا قاعة المشاهير – يعترف ويعزز الإنجازات الرياضية من الأستراليين.

## القطاع الخاص
هذا القطاع يساهم في الرياضة من خلال التسهيلات المالية والرعاية. جميع المسابقات الرياضية والفرق تعتمد بشكل كبير على الرعاية الخاصة. يستفيد من القطاع الخاص فقط المنظمات الرياضية  القوية مثل دوري كرة القدم الأسترالية، الأسترالية اتحاد الرجبي، الأسترالية دوري الرجبي اللجنة والاتحاد الأسترالي لكرة القدم.